# United States Open Chess Championship
Die United States Open Chess Championship (kurz U.S. Open Chess Championship, in der Schachszene schlicht die US-Open, deutsch „Offene Schachmeisterschaft der Vereinigten Staaten“) ist ein offenes Schachturnier, das seit 1900 in den USA in jedem Jahr ausgerichtet wird. Nicht verwechselt werden darf sie mit der United States Chess Championship, einem Einladungsturnier, das seit 1936 stattfindet.

## Geschichte
Organisiert wurde die US-Open in ihren ersten Jahren durch die Western Chess Association, danach, von 1934 bis 1938, durch deren Nachfolgerin, die American Chess Federation. Ab 1939 bis heute wird das Turnier durch die United States Chess Federation (USCF) ausgerichtet. Zunächst, als die Teilnehmeranzahl noch gering war, wurde sie als Rundenturnier durchgeführt. Ab 1947, bedingt durch die Zunahme der Spielerzahlen, wurde das Schweizer System eingeführt. Danach, in den 1960er- und 1970er-Jahren, waren 12 oder 13 Runden zu absolvieren, für die etwa zwei Wochen angesetzt waren. Ab etwa dem Jahr 2000 sind es zumeist neun Runden in neun Tagen.
In den 1950er- und 1960er-Jahren stiegen die Spielerzahlen weiter an, so im Jahr 1953 von 181 über 1957 mit 184 und 1961 mit 198, dann 1963 auf 266 Teilnehmer. Einen Teilnahmerekord gab es 1983 mit 836 Spielern, zu denen auch der zweifache Vizeweltmeister Viktor Kortschnoi gehörte, der es zusammen mit GM Larry Christiansen gewann. Ab etwa dem Jahr 2000 sank die Attraktivität dieser US-Meisterschaft etwas ab und die Anzahl der Spieler stabilisierte sich bei etwa 400 bis 500 Personen. Auch die Preisgelder haben sich seit den 1960er-Jahren verändert. Im Jahr 1962 war der erste Platz mit 1000 $ dotiert. Im Jahr 2016 beliefen sich die Preisgelder auf insgesamt 40.000 $, wobei der Sieger 8000 $ erhielt.

## Turniersieger
| #   | Jahr | Ort                        | Sieger | Bemerkungen[3] |
| --- | ---- | -------------------------- | --- | -------------- |
| 1   | 1900 | Excelsior (Minnesota)      | Louis Uedemann |                |
| 2   | 1901 | Excelsior (Minnesota)      | Nicholas MacLeod |                |
| 3   | 1902 | Excelsior (Minnesota)      | Louis Uedemann |                |
|     |      |                            | |                |
| 84  | 1983 | Pasadena (Kalifornien)     | Larry Christiansen, Viktor Kortschnoi                                                                                               |                |
|     |      |                            | |                |
| 100 | 1999 | Reno (Nevada)              | Alex Yermolinsky, Alexander Goldin, Eduardas Rozentalis, Alexander Shabalov, Gabriel Schwartzman, Michael Mulyar                    |                |
| 101 | 2000 | Saint Paul (Minnesota)     | Alex Yermolinsky |                |
| 102 | 2001 | Framingham (Massachusetts) | Aleksander Wojtkiewicz, Joel Benjamin, Alexander Stripunsky, Fabian Döttling                                                        |                |
| 103 | 2002 | Cherry Hill (New Jersey)   | Gennadi Zaichik, Jewgeni Najer |                |
| 104 | 2003 | Los Angeles                | Alexander Shabalov |                |
| 105 | 2004 | Fort Lauderdale (Florida)  | Alexander Onischuk, Rodrigo Vásquez, Aleksander Wojtkiewicz, Ildar Ibragimov, Andranik Matikozian, Renier González, Marcel Martinez |                |
| 106 | 2005 | Phoenix (Arizona)          | Vadim Milov, Joel Benjamin |                |
| 107 | 2006 | Oak Brook (Illinois)       | Yury Shulman |                |
| 108 | 2007 | Cherry Hill (New Jersey)   | Boris Gulko, Sergey Kudrin, Ben Finegold, Alexander Shabalov, Michael Rohde, Michael Mulyar, Anton Paolo Del Mundo                  |                |
| 109 | 2008 | Dallas                     | Alexander Shabalov, Rade Milovanović, Enrico Sevillano                                                                              |                |
| 110 | 2009 | Indianapolis               | Dmitry Gurevich, Sergey Kudrin, Alex Lenderman, Alex Yermolinsky, Jacek Stopa, Jesse Kraai                                          |                |
| 111 | 2010 | Irvine (Kalifornien)       | Alejandro Ramirez |                |
| 112 | 2011 | Orlando (Florida)          | Alex Lenderman |                |
| 113 | 2012 | Vancouver (Washington)     | Manuel León Hoyos, Dmitry Gurevich, John Daniel Bryant                                                                              |                |
| 114 | 2013 | Madison (Wisconsin)        | Joshua Friedel, Mackenzie Molner, Julio Sadorra                                                                                     |                |
| 115 | 2014 | Orlando (Florida)          | Conrad Holt |                |
| 116 | 2015 | Phoenix (Arizona)          | Alexander Shabalov |                |
| 117 | 2016 | Indianapolis (Indiana)     | Alexander Shabalov |                |
| 118 | 2017 | Norfolk                    | Alex Lenderman |                |
| 119 | 2018 | Middleton                  | Timur Gareyev |                |
| 120 | 2019 | Orlando (Florida)          | Illja Nyschnyk |                |